# Selaginella pygmaea
Selaginella pygmaea är en mosslummerväxtart som först beskrevs av Georg Friedrich Kaulfuss, och fick sitt nu gällande namn av Arthur Hugh Garfit Alston. Selaginella pygmaea ingår i släktet mosslumrar, och familjen mosslummerväxter. Inga underarter finns listade i Catalogue of Life.